# エニックス文庫
エニックス文庫（ - ぶんこ）は、エニックスが1989年から1997年まで刊行していた文庫レーベル。「ドラゴンクエストIII」に登場するアイテム「最後の鍵」をデザインしたマークを使用していた。
ゲームブック・小説・漫画と様々なタイトルが混在しており、文庫レーベルとしての方向性は定まっていなかったが、最終的にゲームブックが最も遅くまで刊行され、点数こそ少ないながらも双葉社のファミコン冒険ゲームブックとともにゲームブック衰退期を支え続けた。
小説は最も早く1991年にオリジナル作品から撤退し、ライトノベル系文庫レーベルとしては極めて短命であったが、「天空戦記シュラト」（あかほりさとる）全6巻を始めタツノコプロ作品のノベライズが短期間で精力的に刊行されたことが大きな特徴である。以後、エニックスの小説部門はEXノベルズを始めとする新書が中心となり、2006年のライトノベル系レーベル創刊ラッシュの中に在ってもスクウェア・エニックスの文庫レーベル再参入は実現していない。

## タイトル一覧

### ゲームブック
「エニックスオリジナルゲームブック」と銘打たれている。
- ゲームブックドラゴンクエストシリーズ
  - ドラゴンクエスト（全2巻）
  - ドラゴンクエストII（全2巻）
  - ドラゴンクエストIII（全3巻）
  - ドラゴンクエストIV（全4巻）
  - ドラゴンクエストV（全4巻）
  - ドラゴンクエストVI（全4巻）
- スターオーシャンシリーズ
  - スターオーシャン
  - スターオーシャン セカンドストーリー
  - スターオーシャン ブルースフィア
  - スターオーシャン Till the End of Time
- ヴァルキリープロファイル
- ジーザス ハレー2061・謎の妖星獣　※あかほりさとるの商業作品デビュー作
- トルネコの大冒険 不思議のダンジョン（全3巻）
- MOTHER2 ギーグの逆襲
- ワンダープロジェクトJ 機械の少年ピーノ
- ファイアーエムブレム 紋章の謎
- 魔法陣グルグル
- ハーメルンのバイオリン弾き
- 天地創造
- ファイアーエムブレム 聖戦の系譜（全2巻）

### 小説
カッコ内は執筆者。

#### ノベライズ作品
- 極道忍者ドス竜（桜井和生）
- タツノコプロ作品
  - 科学忍者隊ガッチャマン（鳥海尽三）
  - 小説タイムボカン ヤッターマン・オタスケマン・逆転イッパツマン（山本優他）
  - 天空戦記シュラト（あかほりさとる）
    - 本作は文芸を務めたあかほりによって小説化の企画が持ち込まれたが、エニックスではその人気の程が未知数ということで、他のタツノコ作品も一緒にノベライズすることを提案。結果的に本作が一番ヒットした[1]。
    - その後角川スニーカー文庫（KADOKAWA）にて再録されている。

以下はハードカバーで刊行されたタイトルの文庫化。
- 小説ドラゴンクエストシリーズ
  - 小説ドラゴンクエスト（高屋敷英夫）
  - 小説ドラゴンクエストII（高屋敷英夫）
  - 小説ドラゴンクエストIII（高屋敷英夫）
  - ドラゴンクエスト 精霊ルビス伝説（久美沙織）
  - 小説ドラゴンクエストIV（久美沙織）
  - 小説ドラゴンクエストV（久美沙織）
  - 小説ドラゴンクエストVI（久美沙織）
- トルネコの大冒険 不思議のダンジョン（とまとあき・塚本裕美子） - 同文庫の同名タイトルのゲームブックとは別物。

#### オリジナル作品
- アクーラ・ミッション（大場惑）
- グリーン・ソルジャー（石飛卓美）
- 上海魔都市馬怒虎（バイカルタイガー）（桜井和生）
- センチメンタル・ハイ 怪奇!電影魔団の挑戦（和智正喜）
- ドラゴンギア（小柳順治）
- 都立特捜隊T3 海底土偶の逆襲（早見裕司）
- 学園（ハイスクール）テニスKids（寺島優）
- ピースランド殺人事件 動物からの贈り物（野村宏平）
- 未来落語戦士虎丸伝（桜井和生）
- 迷走皇帝（梅原克哉）

### 漫画
- パットマンX（ジョージ秋山）